# Isoetes tenuifolia
Isoetes tenuifolia är en kärlväxtart som beskrevs av Jermy. Isoetes tenuifolia ingår i släktet braxengräs, och familjen Isoetaceae. Inga underarter finns listade i Catalogue of Life.